# Zuid Nederlandse Opera
De Zuid Nederlandse Opera was een operagezelschap in de Nederlandse provincie Limburg.
Acteur en toneelregisseur Jef Baarts en musicus Jan Hupperts wilden hun horizon verbreden en richtten rond 1951 de Stichting Limburgse Opera (SLO) op, dat als uithangbord de Zuid Nederlandse Opera kreeg. Er was in die tijd wel een redelijk bezet opera- en operetteleven in Zuid-Limburg, maar zij en anderen wilden het professioneler aanpakken. Een van de eerste uitingen waren uitvoeringen van de Limburgse Opera Vereniging Verdi in Maastricht en Openluchttheater Valkenburg in respectievelijk 1949 en 1950. Om in 1951 de opera Carmen van Georges Bizet op de planken te kunnen krijgen werd het grootser opgezet. De SLO werd opgericht en er werd een samenwerking gezocht met het Stedelijk Orkest Maastricht. De start werd bemoeilijkt doordat er rondom Limburg al voldoende muzikale centra waren in Aken, Luik, Hasselt, Verviers en iets verder weg Namen. Desalniettemin kwamen in steeds wisselende samenstellingen rondom een vaste kern grote producties tot stand met gerenommeerde musici als Tom Brand en en bekend amateurzangeres Gusta Smeets-Goris. Voor ballet en choreografie werd Wally Haacke ingeschakeld.
Dit paste in het straatje van een opbloei in het Limburgse muziekleven met als basis het Conservatorium van Maastricht en de muziekscholen in de periferie daarvan, zoals Muziekschool Heerlen. Bovendien kwamen er meer financiële middelen van het rijk, provincie en stad Maastricht. Dat ebde echter in de jaren zestig weer weg. De subsidie werd steeds beperkter en er ontstond ook onderling onenigheid mede doordat diverse instanties met een ander concurrerende gezelschap bezig waren. Dat kwam niet van de grond, maar het kwaad was al geschied. In 1968 legde Baarts het bijltje erbij neer en nam ontslag; Hupperts was al eerder vertrokken. Er kwam een nieuw artistiek leider, een nieuw artistiek directeur en twee nieuwe dirigenten: Jo Dusseldorp en Rudolf Kraetzig, die ook nog de hete adem van André Rieu sr. in de nek voelden. Het vernieuwde gezelschap kon niet aan de eisen van de subsidieverstrekkers voldoen, waarop de subsidie opdroogde.
Op 28 januari 1971 ging de Zuid Nederlandse Opera failliet; doorstarten richting Kameropera of Nederlandse Opera Zuid (NOZ) kwamen niet van de grond. Voortaan zouden vanuit het Limburgs Symfonie Orkest, dat op dat moment ook geen stabiele eenheid was, vrije producties georganiseerd moeten worden, was de verwachting.